# The Smithereens
The Smithereens était un groupe américain de power pop des années 1980. Populaire dans les milieux universitaires, ils ne réussirent jamais vraiment à gagner un public plus large et lorsque la mode musicale changea avec l'arrivée du Grunge, la chute des ventes d'albums et le manque d'intérêt général signa la fin du groupe.

## Style
Les Smithereens jouaient un rock mélodique inspiré des groupes anglais du début des années 1960. Les guitares sont omniprésentes et les chansons sont facilement mémorisables grâce au talent de Pat Dinizio le chanteur et aussi principal compositeur. Le son n'est cependant pas rétro mais résolument contemporain grâce à la production de Don Dixon et surtout d'Ed Stasium.

## Historique
Le groupe se forme en 1980 dans le New Jersey lorsque Pat Dinizio répond à une petite annonce des trois autres membres du groupe qui jouent déjà ensemble depuis quelque temps. Ils jouent dans les environs de New York et sortent quelques EPs avant d'obtenir un contrat avec Enigma Records.
Leur premier album, Especially for you, sort en 1986 et reste classé dans les hit-parades américains pendant presque un an. Le second album Green Toughts confirme le début de succès du groupe avec le morceau Only a Memory.
A Girl Like You (en), extrait du troisième album 11 (en) sorti en 1989, atteint la quarantième place des charts.
Blow-Up, leur quatrième album, bien que populaire semble marquer un recul commercial par rapport aux albums précédents. En 1994, ils signent le titre Time Won't Let Me sur la bande originale du film Timecop. Cette tendance se confirme avec l'album suivant A Date with the Smithereens, sorti en 1995.
God Save The Smithereens, leur premier album de compositions originales depuis près de 15 ans, est accueilli dans une indifférence presque totale. Deux albums de reprises des Beatles sont publiées fin des années 2000 et un dernier album est publié en 2011, justement intitulé 2011.
Pat Dinizio meurt le 12 décembre 2017.

## Membres du groupe
- Pat Dinizio † : chant, guitare (décédé le 12 décembre 2017)
- Jim Babjak : guitare
- Mike Mesaros : basse, chant
- Dennis Diken : batterie, percussions, chant

## Discographie
- Beauty and Sadness (en), (1983, Enigma)
- Especially For You (en), (1986, Enigma), produite par Don Dixon
- Live (en), (1987, Restless)
- Behind the wall of sleep , (1987, Enigma), produit par Don Dixon
- Green Thoughts (en), (1988, Capitol), produit par Don Dixon
- 11 (en), (1990, Capitol), produit par Ed Stasium
- Blow Up (en), (1991, Capitol), produit par Ed Stasium
- A Date with The Smithereens (en), (1994, RCA) produit par Don Dixon
- Blown to Smithereens: Best of The Smithereens (en), (1995, Capitol), compilation
- Attack of the Smithereens (en), (1995) compilation de demos, face B et morceau en concert
- God Save The Smithereens (en), (1997)
- From Jersey It Came! The Smithereens Anthology (en), (2004)
- Meet The Smithereens! (en) (hommage au Beatles) (2007)
- Christmas with The Smithereens (en) (2007)
- B-Sides The Beatles (en) (hommage au Beatles) (2008)
- The Smithereens Play Tommy (en), (2009)
- 2011 (en), (2011)
- Green Thoughts: Live Compilation, (2013)

## L'après-Smithereens
- Pat Dinizio enregistre un album solo, Sounds and Songs